# بابلو سانشيز (لاعب كرة قدم مكسيكي)
بابلو سانشيز (بالإسبانية: Pablo Sánchez Pájaro) هو لاعب كرة قدم مكسيكي في مركز الوسط، ولد في 28 مارس 1990 في مدينة سان لويس بوتوسي في المكسيك.